# Championnat d'Allemagne de basket-ball en fauteuil roulant
La Rollstuhlbasketball-Bundesliga (RBBL) (Ligue fédérale de basket-ball en fauteuil roulant) est la première division du Championnat d'Allemagne de basket-ball en fauteuil roulant.

## Historique
La RBBL a été fondée avec 8 équipes en 1990 et a été étendue à 10 participants en 1995.

## Organisation du championnat
Une saison de la RBBL se déroule en deux phases : une première appelée saison régulière, où toutes les équipes s'affrontent en matchs aller et retour, et une phase finale de série éliminatoire (appelée playoffs) regroupant les quatre meilleures équipes de la saison régulière et se déroulant au meilleur des trois matchs.
Les deux derniers de la saison régulière sont relégués en 2. Bundesliga Süd/Nord (ligue fédérale de deuxième division, poule nord ou sud) et sont remplacés par les équipes classées premières des poules nord et sud de cette deuxième division.
La RBBL est organisée par le Deutscher Rollstuhlsport-Verband (DRS) (Fédération allemande du sport en fauteuil roulant).

## Équipes disputant le championnat

### Saison 2015-16
| Équipe                 | Ville                 | Saisons                     |
| ---------------------- | --------------------- | --------------------------- |
| BSC Rollers Zwickau    | Zwickau               | 1998-                       |
| BG Baskets Hamburg     | Hambourg              | 2009-2010, 2012-            |
| FCK Rolling Devils     | Kaiserslautern        | 2014-                       |
| Doneck Dolphins Trier  | Trèves                | 1996-2001, 2003-            |
| Hannover United        | Hanovre               | 2011-2012, 2013-2014, 2015- |
| Mainhatten Skywheelers | Francfort-sur-le-Main |                             |
| RSB Thuringia Bulls    | Elxleben              | 2010-                       |
| RBC Köln 99ers         | Cologne               | 2006-                       |
| RSV Lahn-Dill          | Wetzlar               | 1994-                       |
| USC München            | Munich                | 1990-2013, 2015-            |

## Palmarès

### Championnats
| Saison    | Équipe                |
| --------- | --------------------- |
| 1990-1991 | BSG Duisburg          |
| 1991-1992 | USC München           |
| 1992-1993 | USC München           |
| 1993-1994 | RSC Frankfurt         |
| 1994-1995 | USC München           |
| 1995-1996 | USC München           |
| 1996-1997 | RSC Osnabrück         |
| 1997-1998 | RSV Lahn-Dill         |
| 1998-1999 | ASV Bonn              |
| 1999-2000 | ASV Bonn              |
| 2000-2001 | ASV Bonn              |
| 2001-2002 | RSC Rollis Zwickau    |
| 2002-2003 | SGK Rolling Chocolate |
| 2003-2004 | RSV Lahn-Dill         |
| 2004-2005 | RSV Lahn-Dill         |
| 2005-2006 | RSV Lahn-Dill         |
| 2006-2007 | RSV Lahn-Dill         |
| 2007-2008 | RSV Lahn-Dill         |
| 2008-2009 | RSC Rollis Zwickau    |
| 2009/2010 | RSV Lahn-Dill         |
| 2010-2011 | RSV Lahn-Dill         |
| 2011-2012 | RSV Lahn-Dill         |
| 2012-2013 | RSV Lahn-Dill         |
| 2013-2014 | RSV Lahn-Dill         |
| 2014-2015 | RSV Lahn-Dill         |
| 2015-2016 | RSB Thüringia Bulls   |
| 2016-2017 | RSV Lahn-Dill         |
| 2017-2018 | RSB Thüringia Bulls   |

### Titres de champion
| Équipe                | Titres |
| --------------------- | ------ |
| RSV Lahn-Dill         | 13     |
| USC München           | 4      |
| ASV Bonn              | 3      |
| RSC Rollis Zwickau    | 2      |
| RSB Thüringia Bulls   | 2      |
| BSG Duisburg          | 1      |
| RSC Osnabrück         | 1      |
| SGK Rolling Chocolate | 1      |
| RSC Frankfurt         | 1      |